# Andreu Escuder

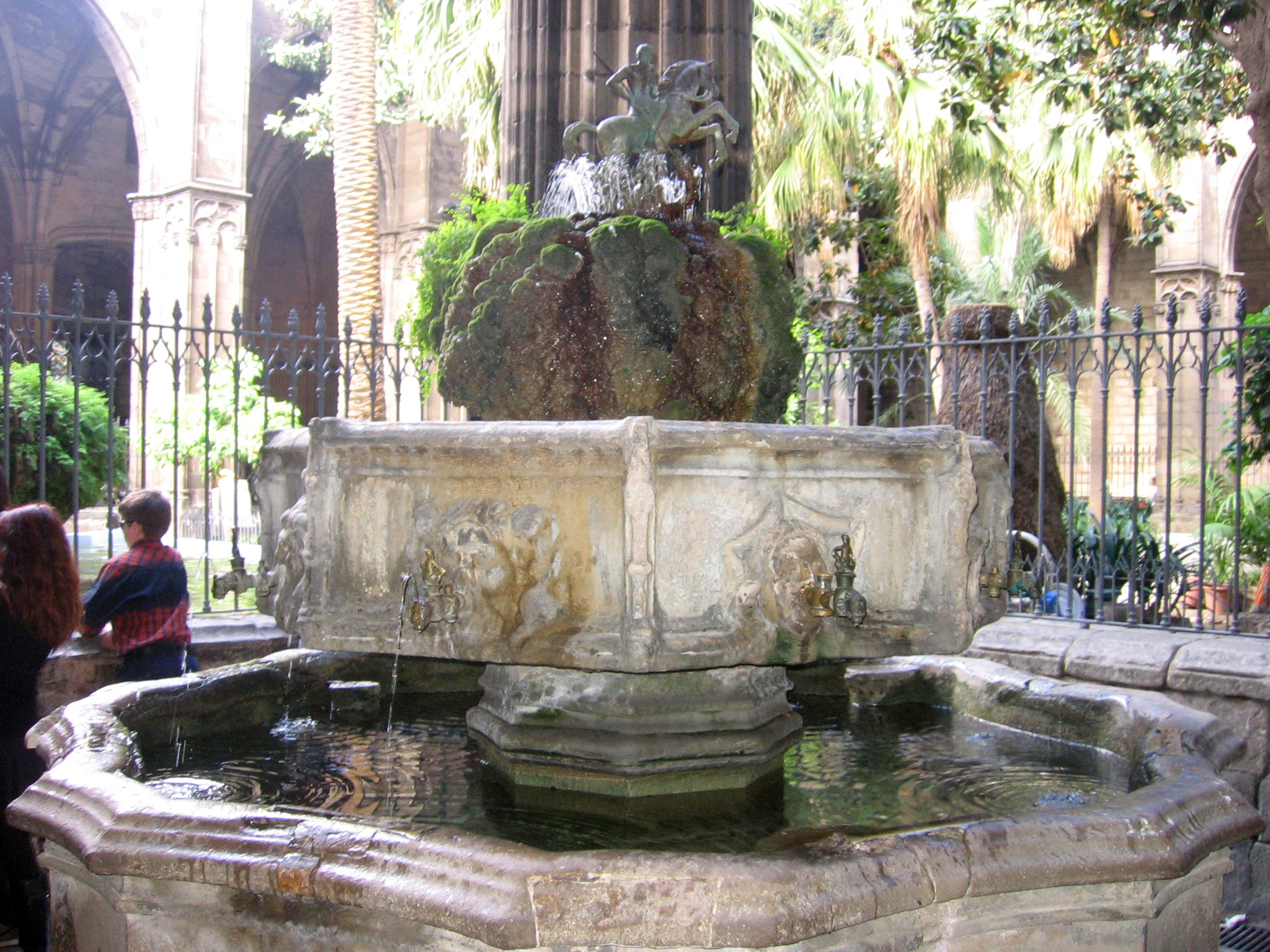
Fuente de San Jorge (1449), catedral de Barcelona.

Andreu Escuder fue un maestro de obras y arquitecto catalán del siglo XV.

## Biografía
A causa del terremoto de Cataluña de 1428 quedó destruido el rosetón de la iglesia de Santa María del Mar, cuya reconstrucción fue años más tarde, en 1459, encargada a Andreu Escuder y a otros maestros de obras.
Alarife activo en Barcelona, fue nombrado maestro mayor de obras de la catedral de Barcelona el día 10 de marzo de 1442. Las obras realizadas en el templo durante su periodo de maestría fueron la sala capitular, el coro y principalmente en el claustro, donde construyó en 1449 la Fuente de San Jorge. Renunció a su cargo en el año 1463, ocupando su lugar su sobrino Bartomeu Mas, que fue nombrado maestro mayor el 21 de julio del mismo año.